# Мстоян, Рустам Гагоевич
Рустам Гагоевич Мстоян (род. 8 сентября 1985, Норашен, Арташатский район) — российский самбист и дзюдоист, бронзовый призёр чемпионатов России по самбо, победитель розыгрышей Кубка России по самбо, мастер спорта России международного класса. Выступал в весовой категории до 68 кг. Тренировался под руководством Евгения Чичваркина и А. В. Анисимова.

## Спортивные результаты
- Первенство России по дзюдо 2001 года среди кадетов — ;
- Чемпионат России по самбо 2006 года — ;
- Чемпионат России по самбо 2008 года — ;
- Кубок России по самбо 2008 года — ;
- Кубок России по самбо 2009 года — ;
- Чемпионат России по самбо 2009 года — ;